# Cinquante-et-unième district congressionnel de Californie
Le 51e district congressionnel de Californie est un district de l'État américain de Californie. Le district est actuellement représenté par la démocrate Sara Jacobs.
De 2003 à 2023, le district comprenait tout le Comté d'Impérial et les parties extrêmes sud du Comté de San Diego, et couvre l'intégralité de la frontière californienne avec le Mexique. Les villes du district comprennent National City, Chula Vista, Imperial Beach et El Centro.
Depuis 2023, le district comprend actuellement les parties centrales et orientales de San Diego, ainsi que les banlieues orientales de San Diego telles que El Cajon, La Mesa, Spring Valley et Lemon Grove.
Le 51e district congressionnel de Californie est un district de l'État américain de Californie. Le district est actuellement représenté par la Démocrate Sara Jacobs. Le district comprend actuellement les parties centrale et orientale de San Diego, ainsi que les banlieues est telles que El Cajon, La Mesa, Spring Valley et Lemon Grove.

## Géographie
| #  | Comté     | Siège     | Population |
| -- | --------- | --------- | ---------- |
| 73 | San Diego | San Diego | 3 269 973  |

Depuis le redécoupage de 2020, le 51e district congressionnel de Californie est situé dans le sud de la Californie. Il se trouve presque entièrement dans la zone métropolitaine de San Diego du Comté de San Diego.
Le Comté de San Diego est divisé entre ce district, le 50e district, le 48e district et le 52e district. Les 51e et 48e sont divisés par Saber Springs Openspace, Scripps Miramar Openspace, Beeler Canyon Rd, Sycamore Canyon Openspace, Weston Rd, Boulder Vis, Mast Blvd, West Hills Parkway, San Diego River, Highway 52, Simeon Dr, Mission Trails Openspace, Fanita Dr, Farmington Dr, Lund St, Nielsen St, Paseo de Los Castillos, Gillespie Air Field, Kenney St, San Vicente Freeway, Airport Dr, Wing Ave, W Bradley Ave, Vernon Way, Hart Dr, Greenfield Dr, E Bradley Ave , 830 Adele St-1789 N Mollison Ave, Peppervilla Dr/N Mollison Ave, Pepper Dr, Greta St/Cajon Greens Dr, N Mollison Ave/Buckey Dr, Denver Ln, Broadway Channel, N 2nd St, Flamingo Ave/Greenfield Dr, Dawnridge Ave/Cresthill Rd, Groveland Ter/Camillo Way, Sterling Dr, Kumeyaay Highway, E Madison Ave, Granite Hills Dr, E Lexington Ave, Dehesa Rd, Vista del Valle Blvd, Merritt Ter, E Washington Ave, Merritt Dr, Dewitt Ct , Emerald Heights Rd, Foote Path Way, Highway 8, Lemon Ave, Lake Helix Dr, La Cruz Dr, Carmichael Dr, Bancroft Dr, Ca chemin mpo et rivière Sweetwater.
Les 51e et 50e sont séparés par Camino del Norte, Highway 15, Carmel Mountain Rd, Ted Williams Parkway, Del Mar Mesa Openspace, Los Penasquitos Creek, Inland Freeway, Governor Dr, Pavlov Ave, Stetson Ave, Millikin Ave, Regents Rd, Ducommun Ave, Bunch Ave, Branting St, Streseman St, Pennant Way, Highway 52, San Diego Freeway, Sea World Dr, Friars Rd, Kumeyaay Highway, and Highway 805.
Les 51e et 52e sont séparés par El Cajon Blvd, 58th St, Streamview Dr, College Ave, Meridian Ave, Lemarand Ave, Highway 94, Charlene Ave, 69th St, Imperial Ave, Larwood Rd, Taft St, Lincoln Pl, Glencoe Dr, Braddock St, Carlisle Dr, Carlsbad Ct/Osage Dr, Potrero St, Carlsbad St, Innsdale Ave, Worthington St/Innsdale Ln, Brady Ct/Innsdale Ln, Parkbrook Way/Alene St, Tinaja Ln/Bluffview Rd, Highway 54, Sweetwater Rd , et Bonita Rd.
Le 51e district comprend les villes d'El Cajon, Lemon Grove et La Mesa, ainsi que les census-designated places de La Presa et Spring Valley. Il englobe également les quartiers de San Diego de Paradise Hills, Mira Mesa, Miramar, San Carlos, Sorrento, Clairemont, Normal Heights, Allied Gardens, Grantville, Balboa Park, Linda Vista et Serra Mesa.

### Villes et CDP de 10 000 personnes ou plus
- San Diego - 1 388 320
- El Cajon - 106 215
- La Mesa - 61 121
- La Presa - 35 033
- Spring Valley - 30 998
- Lemon Grove - 27 413

## Historique de vote
| Année | Poste                               | Résultats                      |
| ----- | ----------------------------------- | ------------------------------ |
| 1992  | Président                           | Bush 40,3 % – 32,3 %           |
| 1992  | Sénateur                            | Herschensohn 52,1 % – 38,2 %   |
| 1992  | Sénateur (Spéciale)                 | Seymour 48,0 % – 43,3 %        |
| 1994  | Gouverneur                          | Wilson 69,1 % - 27,0 %         |
| 1994  | Sénateur                            | Huffington 56,4 % – 35,7 %     |
| 1996  | Président                           | Dole 51,7 % – 38,5 %           |
| 1998  | Gouverneur                          | Lungren 52,7 % – 43,9 %        |
| 1998  | Sénateur                            | Fong 55,3 % – 41,0 %           |
| 2000  | Président                           | Bush 55,2 % – 40,5 %           |
| 2000  | Sénateur                            | Campbell 46,7 % – 46,2 %       |
| 2002  | Gouverneur                          | Davis 53,5 % – 39,7 %          |
| 2003  | Recall,                             | Oui 60,4 % - 39,6 %            |
| 2003  | Recall,                             | Schwarzenegger 48,8 % – 36,4 % |
| 2004  | Président                           | Kerry 53,4 % – 45,7 %          |
| 2004  | Sénateur                            | Boxer 61,0 % - 33,7 %          |
| 2006  | Gouverneur                          | Schwarzenegger 51,6 % – 43,1 % |
| 2006  | Sénateur                            | Feinstein 62,6 % – 32,2 %      |
| 2008  | Président                           | Obama 63,1 % – 35,5 %          |
| 2010  | Gouverneur                          | Brown 56,3 % – 36,3 %          |
| 2010  | Sénateur                            | Boxer 55,5 % – 37,4 %          |
| 2012  | Président                           | Obama 69,4 % – 28,9 %          |
| 2012  | Sénateur                            | Feinstein 70,1 % - 29,9 %      |
| 2014  | Gouverneur                          | Brown 66,2 % – 33,8 %          |
| 2016  | Président                           | Clinton 71,8 % – 22,8 %        |
| 2016  | Sénateur                            | Sanchez 56,6 % – 43,4 %        |
| 2018  | Gouverneur                          | Newsom 67,9 % – 32,1 %         |
| 2018  | Lieutenant-Gouverneur,              | Hernandez 50,9 % - 49,1 %      |
| 2018  | Secrétaire d'État,                  | Padilla 72,5 % - 27,5 %        |
| 2018  | Contrôleur,                         | Yee 72,8 % - 27,2 %            |
| 2018  | Trésorier,                          | Ma 71,6 % - 28,4 %             |
| 2018  | Procureur Général,                  | Becerra 71,6 % - 28,4 %        |
| 2018  | Commissaire aux Assurances,         | Lara 67,5 % - 32,5 %           |
| 2018  | Board of Equalization, 4e district, | Schaefer 68,0 % - 32,0 %       |
| 2018  | Sénateur                            | de León 51,6 % – 48,4 %        |
| 2020  | Président                           | Biden 66,9 % – 30,9 %          |
| 2021  | Recall                              | Non 65,4 % - 34,6 %            |
| 2022  | Gouverneur                          | Newsom 59,5 % - 40,5 %         |
| 2022  | Sénat                               | Padilla 61,2 % - 38,8 %        |
| 2022  | Sénat (Spéciale)                    | Biden 61,1 % - 38,9 %          |

## Liste des Représentants du district
| Membre                          | Parti       | Années                           | Congrès     | Histoire électorale | Zone géographique |
| ------------------------------- | ----------- | -------------------------------- | ----------- | --- | --- |
| District créé le 3 janvier 1993 |             |                                  |             | | |
| Duke Cunningham                 | Républicain | 3 janvier 1993 - 3 janvier 2003  | 103e - 107e | Redécoupage depuis le 44e district et réélu en 1992. Réélu en 1994. Réélu en 1996. Réélu en 1998. Réélu en 2000. Redécoupage vers le 50e district.            | 1993–2003 San Diego (Partie Nord) |
| Bob Filner                      | Démocrate   | 3 janvier 2003 - 3 décembre 2012 | 108e - 112e | Redécoupage depuis le 50e district et réélu en 2002. Réélu en 2004. Réélu en 2006. Réélu en 2008. Réélu en 2010. Démissionner pour devenir Maire de San Diego | 2003–2013 Imperial, San Diego (Partie Est) |
| Vacant                          | Vacant      | 3 décembre 2012 - 3 janvier 2013 | 112e        | | 2003–2013 Imperial, San Diego (Partie Est) |
| Juan Vargas                     | Démocrate   | 3 janvier 2013 - 3 janvier 2023  | 113e - 117e | Élu en 2012. Réélu en 2014. Réélu en 2016. Réélu en 2018. Réélu en 2020. Redécoupage vers le 52e district.                                                    | 2013–2023 Imperial, San Diego (Partie Sud) |
| Sara Jacobs                     | Démocrate   | 3 janvier 2023 - en cours        | 118e        | Redécoupage depuis le 53e district et réélue en 2022. | 2023–en cours Parties centrales et orientales de San Diego, ainsi que les banlieues orientales telles que El Cajon, La Mesa, Spring Valley et Lemon Grove |

## Résultats des récentes élections
Voici les résultats des dix précédents cycles électoraux dans le district.

### 2004
| Élection de 2004 du 51e district congressionnel de Californie | Élection de 2004 du 51e district congressionnel de Californie | Élection de 2004 du 51e district congressionnel de Californie | Élection de 2004 du 51e district congressionnel de Californie | Élection de 2004 du 51e district congressionnel de Californie |
| ------------------------------------------------------------- | ------------------------------------------------------------- | ------------------------------------------------------------- | ------------------------------------------------------------- | ------------------------------------------------------------- |
| Parti                                                         | Parti                                                         | Candidat                                                      | Votes                                                         | %                                                             |
|                                                               | Démocrate                                                     | Bob Filner (sortant)                                          | 111 441                                                       | 61,7                                                          |
|                                                               | Républicain                                                   | Michael Giorgino                                              | 63 526                                                        | 35,1                                                          |
|                                                               | Libertarien                                                   | Michael S. Metti                                              | 5912                                                          | 3,2                                                           |
| Total des votes                                               | Total des votes                                               | Total des votes                                               | 180 879                                                       | 100%                                                          |
|                                                               | Les Démocrates conservent                                     |                                                               |                                                               |                                                               |

### 2006
| Élection de 2006 du 51e district congressionnel de Californie | Élection de 2006 du 51e district congressionnel de Californie | Élection de 2006 du 51e district congressionnel de Californie | Élection de 2006 du 51e district congressionnel de Californie | Élection de 2006 du 51e district congressionnel de Californie |
| ------------------------------------------------------------- | ------------------------------------------------------------- | ------------------------------------------------------------- | ------------------------------------------------------------- | ------------------------------------------------------------- |
| Parti                                                         | Parti                                                         | Candidat                                                      | Votes                                                         | %                                                             |
|                                                               | Démocrate                                                     | Bob Filner (sortant)                                          | 78 114                                                        | 67,5                                                          |
|                                                               | Républicain                                                   | Blake L. Miles                                                | 34 931                                                        | 30,1                                                          |
|                                                               | Libertarien                                                   | Dan Litwin                                                    | 2790                                                          | 2,4                                                           |
|                                                               | Indépendant                                                   | David Arguello (write-in)                                     | 4                                                             | 0,0                                                           |
| Total des votes                                               | Total des votes                                               | Total des votes                                               | 115 839                                                       | 100%                                                          |
|                                                               | Les Démocrates conservent                                     |                                                               |                                                               |                                                               |

### 2008
| Élection de 2008 du 51e district congressionnel de Californie | Élection de 2008 du 51e district congressionnel de Californie | Élection de 2008 du 51e district congressionnel de Californie | Élection de 2008 du 51e district congressionnel de Californie | Élection de 2008 du 51e district congressionnel de Californie |
| ------------------------------------------------------------- | ------------------------------------------------------------- | ------------------------------------------------------------- | ------------------------------------------------------------- | ------------------------------------------------------------- |
| Parti                                                         | Parti                                                         | Candidat                                                      | Votes                                                         | %                                                             |
|                                                               | Démocrate                                                     | Bob Filner (sortant)                                          | 148 281                                                       | 72,8                                                          |
|                                                               | Républicain                                                   | David Lee Joy                                                 | 49 345                                                        | 24,2                                                          |
|                                                               | Libertarien                                                   | Dan Litwin                                                    | 6199                                                          | 3,0                                                           |
| Total des votes                                               | Total des votes                                               | Total des votes                                               | 203 825                                                       | 100%                                                          |
|                                                               | Les Démocrates conservent                                     |                                                               |                                                               |                                                               |

### 2010
| Élection de 2010 du 51e district congressionnel de Californie | Élection de 2010 du 51e district congressionnel de Californie | Élection de 2010 du 51e district congressionnel de Californie | Élection de 2010 du 51e district congressionnel de Californie | Élection de 2010 du 51e district congressionnel de Californie |
| ------------------------------------------------------------- | ------------------------------------------------------------- | ------------------------------------------------------------- | ------------------------------------------------------------- | ------------------------------------------------------------- |
| Parti                                                         | Parti                                                         | Candidat                                                      | Votes                                                         | %                                                             |
|                                                               | Démocrate                                                     | Bob Filner (sortant)                                          | 86 411                                                        | 60,1                                                          |
|                                                               | Républicain                                                   | Nick Popaditch                                                | 57 480                                                        | 39,9                                                          |
|                                                               | Vert                                                          | Marcus Jay Shapiro                                            | 5                                                             | 0,0                                                           |
| Total des votes                                               | Total des votes                                               | Total des votes                                               | 143 891                                                       | 100%                                                          |
|                                                               | Les Démocrates conservent                                     |                                                               |                                                               |                                                               |

### 2012
| Élection de 2012 du 51e district congressionnel de Californie | Élection de 2012 du 51e district congressionnel de Californie | Élection de 2012 du 51e district congressionnel de Californie | Élection de 2012 du 51e district congressionnel de Californie | Élection de 2012 du 51e district congressionnel de Californie |
| ------------------------------------------------------------- | ------------------------------------------------------------- | ------------------------------------------------------------- | ------------------------------------------------------------- | ------------------------------------------------------------- |
| Parti                                                         | Parti                                                         | Candidat                                                      | Votes                                                         | %                                                             |
|                                                               | Démocrate                                                     | Juan Vargas                                                   | 85 672                                                        | 71,5                                                          |
|                                                               | Républicain                                                   | Michael Crimmins                                              | 36 649                                                        | 28,5                                                          |
| Total des votes                                               | Total des votes                                               | Total des votes                                               | 122 321                                                       | 100%                                                          |
|                                                               | Les Démocrates conservent                                     |                                                               |                                                               |                                                               |

### 2014
| Élection de 2014 du 51e district congressionnel de Californie | Élection de 2014 du 51e district congressionnel de Californie | Élection de 2014 du 51e district congressionnel de Californie | Élection de 2014 du 51e district congressionnel de Californie | Élection de 2014 du 51e district congressionnel de Californie |
| ------------------------------------------------------------- | ------------------------------------------------------------- | ------------------------------------------------------------- | ------------------------------------------------------------- | ------------------------------------------------------------- |
| Parti                                                         | Parti                                                         | Candidat                                                      | Votes                                                         | %                                                             |
|                                                               | Démocrate                                                     | Juan Vargas (sortant)                                         | 56 373                                                        | 68,8                                                          |
|                                                               | Républicain                                                   | Stephen Meade                                                 | 25 577                                                        | 31,2                                                          |
| Total des votes                                               | Total des votes                                               | Total des votes                                               | 81 950                                                        | 100%                                                          |
|                                                               | Les Démocrates conservent                                     |                                                               |                                                               |                                                               |

### 2016
| Élection de 2016 du 51e district congressionnel de Californie | Élection de 2016 du 51e district congressionnel de Californie | Élection de 2016 du 51e district congressionnel de Californie | Élection de 2016 du 51e district congressionnel de Californie | Élection de 2016 du 51e district congressionnel de Californie |
| ------------------------------------------------------------- | ------------------------------------------------------------- | ------------------------------------------------------------- | ------------------------------------------------------------- | ------------------------------------------------------------- |
| Parti                                                         | Parti                                                         | Candidat                                                      | Votes                                                         | %                                                             |
|                                                               | Démocrate                                                     | Juan Vargas (sortant)                                         | 145 162                                                       | 72,8                                                          |
|                                                               | Républicain                                                   | Juan M. Hidalgo Jr.                                           | 54 362                                                        | 27,2                                                          |
| Total des votes                                               | Total des votes                                               | Total des votes                                               | 199 524                                                       | 100%                                                          |
|                                                               | Les Démocrates conservent                                     |                                                               |                                                               |                                                               |

### 2018
| Élection de 2018 du 51e district congressionnel de Californie | Élection de 2018 du 51e district congressionnel de Californie | Élection de 2018 du 51e district congressionnel de Californie | Élection de 2018 du 51e district congressionnel de Californie | Élection de 2018 du 51e district congressionnel de Californie |
| ------------------------------------------------------------- | ------------------------------------------------------------- | ------------------------------------------------------------- | ------------------------------------------------------------- | ------------------------------------------------------------- |
| Parti                                                         | Parti                                                         | Candidat                                                      | Votes                                                         | %                                                             |
|                                                               | Démocrate                                                     | Juan Vargas (sortant)                                         | 109 527                                                       | 71,2                                                          |
|                                                               | Républicain                                                   | Juan M. Hidalgo Jr.                                           | 44 301                                                        | 28,8                                                          |
| Total des votes                                               | Total des votes                                               | Total des votes                                               | 153 828                                                       | 100%                                                          |
|                                                               | Les Démocrates conservent                                     |                                                               |                                                               |                                                               |

### 2020
| Élection de 2020 du 51e district congressionnel de Californie | Élection de 2020 du 51e district congressionnel de Californie | Élection de 2020 du 51e district congressionnel de Californie | Élection de 2020 du 51e district congressionnel de Californie | Élection de 2020 du 51e district congressionnel de Californie |
| ------------------------------------------------------------- | ------------------------------------------------------------- | ------------------------------------------------------------- | ------------------------------------------------------------- | ------------------------------------------------------------- |
| Parti                                                         | Parti                                                         | Candidat                                                      | Votes                                                         | %                                                             |
|                                                               | Démocrate                                                     | Juan Vargas (sortant)                                         | 165 596                                                       | 68,3                                                          |
|                                                               | Républicain                                                   | Juan M. Hidalgo Jr.                                           | 76 841                                                        | 31,7                                                          |
| Total des votes                                               | Total des votes                                               | Total des votes                                               | 242 437                                                       | 100%                                                          |
|                                                               | Les Démocrates conservent                                     |                                                               |                                                               |                                                               |

### 2022
La Californie a tenu sa Primaire Jungle le 7 juin 2022, selon ce système de Primaire, tous les candidats sont sur le même bulletin de vote, et les deux arrivés en tête s'affronteront le jour de l'Élection Générale, à savoir le 8 novembre 2022.
| Primaire Jungle 2022 du 51e district congressionnel de Californie | Primaire Jungle 2022 du 51e district congressionnel de Californie | Primaire Jungle 2022 du 51e district congressionnel de Californie | Primaire Jungle 2022 du 51e district congressionnel de Californie | Primaire Jungle 2022 du 51e district congressionnel de Californie |
| ----------------------------------------------------------------- | ----------------------------------------------------------------- | ----------------------------------------------------------------- | ----------------------------------------------------------------- | ----------------------------------------------------------------- |
| Parti                                                             | Parti                                                             | Candidat                                                          | Votes                                                             | %                                                                 |
|                                                                   | Démocrate                                                         | Sara Jacobs (sortante)                                            | 91 329                                                            | 60,5                                                              |
|                                                                   | Républicain                                                       | Stan Caplan                                                       | 56 183                                                            | 37,2                                                              |
|                                                                   | Paix et Liberté                                                   | Jose Cortes                                                       | 3343                                                              | 2,2                                                               |
|                                                                   | Démocrate                                                         | Barrett Holman Leak (write-in)                                    | 55                                                                | 0,0                                                               |

| Élection de 2022 du 51e district congressionnel de Californie | Élection de 2022 du 51e district congressionnel de Californie | Élection de 2022 du 51e district congressionnel de Californie | Élection de 2022 du 51e district congressionnel de Californie | Élection de 2022 du 51e district congressionnel de Californie |
| ------------------------------------------------------------- | ------------------------------------------------------------- | ------------------------------------------------------------- | ------------------------------------------------------------- | ------------------------------------------------------------- |
| Parti                                                         | Parti                                                         | Candidat                                                      | Votes                                                         | %                                                             |
|                                                               | Démocrate                                                     | Sara Jacobs (sortante)                                        | 143 841                                                       | 61,9                                                          |
|                                                               | Républicain                                                   | Stan Caplan                                                   | 88 710                                                        | 38,1                                                          |
| Total des votes                                               | Total des votes                                               | Total des votes                                               | 233 072                                                       | 100%                                                          |
|                                                               | Les Démocrates conservent                                     |                                                               |                                                               |                                                               |

### 2024
La Californie a tenu sa Primaire Jungle le 5 mars 2024, selon ce système de Primaire, tous les candidats sont sur le même bulletin de vote, et les deux arrivés en tête s'affronteront le jour de l'Élection Générale, à savoir le 5 novembre 2024.
| Primaire Jungle 2024 du 51e district congressionnel de Californie | Primaire Jungle 2024 du 51e district congressionnel de Californie | Primaire Jungle 2024 du 51e district congressionnel de Californie | Primaire Jungle 2024 du 51e district congressionnel de Californie | Primaire Jungle 2024 du 51e district congressionnel de Californie |
| ----------------------------------------------------------------- | ----------------------------------------------------------------- | ----------------------------------------------------------------- | ----------------------------------------------------------------- | ----------------------------------------------------------------- |
| Parti                                                             | Parti                                                             | Candidat                                                          | Votes                                                             | %                                                                 |
|                                                                   | Démocrate                                                         | Sara Jacobs (sortante)                                            | 90 901                                                            | 57,3                                                              |
|                                                                   | Républicain                                                       | Bill Wells                                                        | 61 923                                                            | 39,1                                                              |
|                                                                   | Indépendant                                                       | Stan Caplan                                                       | 3164                                                              | 2,0                                                               |
|                                                                   | Indépendant                                                       | Fuji Shloura                                                      | 2496                                                              | 1,6                                                               |

| Élection de 2024 du 51e district congressionnel de Californie | Élection de 2024 du 51e district congressionnel de Californie | Élection de 2024 du 51e district congressionnel de Californie | Élection de 2024 du 51e district congressionnel de Californie | Élection de 2024 du 51e district congressionnel de Californie |
| ------------------------------------------------------------- | ------------------------------------------------------------- | ------------------------------------------------------------- | ------------------------------------------------------------- | ------------------------------------------------------------- |
| Parti                                                         | Parti                                                         | Candidat                                                      | Votes                                                         | %                                                             |
|                                                               | Démocrate                                                     | Sara Jacobs (sortante)                                        | 198 835                                                       | 60,7                                                          |
|                                                               | Républicain                                                   | Bill Wells                                                    | 128 749                                                       | 39,3                                                          |
| Total des votes                                               | Total des votes                                               | Total des votes                                               | 327 584                                                       | 100%                                                          |
|                                                               | Les Démocrates conservent                                     |                                                               |                                                               |                                                               |

## Frontières historique du district
Dans les années 1980, le 44e district congressionnel de Californie était l'un des quatre qui divisaient San Diego. Le district était détenu depuis huit ans par le Démocrate Jim Bates et était considéré comme le district le plus démocrate de la région de San Diego. Randy "Duke" Cunningham a remporté l'investiture républicaine et remporté les élections générales d'un point seulement, ce qui signifie que la région de San Diego n'était entièrement représentée par les républicains que pour la deuxième fois depuis que la ville a été divisée en trois districts après le recensement de 1960 aux États-Unis.
Après le recensement des États-Unis de 1990, le district a été renuméroté le 51e district congressionnel et une grande partie de sa part de San Diego a été déplacée vers le nouveau 50e district.